# Chloë Sevigny
Chloë Sevigny, född 18 november 1974 i Darien i Connecticut, är en amerikansk skådespelare och stilikon.
Hon fick sin debutroll i långfilmen Kids när hon vistades i New Yorks skateboardparker. Vid den tiden var hon 18 år, arbetade som rådgivare på modemagasin och var redan känd för sin klädstil i New Yorks innekretsar.
Chloë Sevigny har mest haft roller i dramafilmer. Hon chockade publiken i filmen The Brown Bunny, där hon utför autentiskt oralsex på Vincent Gallo. Hon spelar också Nicolette Grant i HBO-serien Big Love om en polygamistfamilj i Utah, en roll som hon vunnit 2010 års Golden Globe Awards för som Bästa kvinnliga biroll.

## Filmografi (urval)
- 1995 – Kids
- 1995 – Trees Lounge
- 1997 – Gummo
- 1998 – The Last Days of Disco
- 1999 – Boys Don't Cry
- 1999 – Julien Donkey-Boy
- 2000 – American Psycho
- 2000 – Mitt liv, mitt val 2
- 2003 – Demonlover
- 2003 – Dogville
- 2003 – The Brown Bunny
- 2003 – Stephen Glass - rubrikernas man
- 2004 – Melinda och Melinda
- 2005 – 3 Needles
- 2005 – Manderlay
- 2006–2011 – Big Love (TV-serie)
- 2007 – Zodiac
- 2009 – The Killing Room
- 2009 – My Son, My Son, What Have Ye Done
- 2010 – Mr. Nice
- 2012 – American Horror Story: Asylum (TV-serie) (6 avsnitt)
- 2013 – Portlandia (TV-serie) (9 avsnitt)
- 2013 – The Mindy Project (TV-serie) (5 avsnitt)
- 2013 – Lovelace
- 2015 – American Horror Story: Hotel (TV-serie)
- 2016 – Love & Friendship
- 2017 – Snömannen
- 2019 – Queen & Slim
- 2025 – After the Hunt